# 제주대학교
제주대학교(濟州大學校)는 제주특별자치도 제주시에 있는 거점국립대학교다.

## 연혁
1951년 당시 제주도(지금의 제주특별자치도)의 교육계 인사와 학자들이 제주특별자치도 제주시 서문로에 위치한 제주향교 명륜당을 강의실로 하여 설립한 제주대학원이 모태인데 이를 계기로 제주도는 도립대학 설립을 추진하였으며, 정부의 1도 1국·공립대 정책에 따라 이듬해인 1952년 도립 2년제 대학인 제주초급대학으로 정식 개교하였다. 개교 당시 학과는 국문과·영문과·법학과·축산과의 4개가 있었고, 초대 학장은 최승만이었다.
1953년 캠퍼스를 제주향교에서 제주고등학교(예전의 제주농업고등학교) 구 삼도리(지금의 삼도동 일대) 교사로 임시 이전하였다가 제주시 용담로 부근에 캠퍼스를 신축하여 1955년에 이전하였다. 동년에 4년제 대학으로 승격하면서 농학과와 상학과를 신설하였으며, 교명을 제주대학으로 변경하였다.
1962년 국립대학으로 전환되면서 도립 중등교육 기관이었던 제주사범학교를 흡수하여 2년제 병설교육과로 개편하였으며, 가정학과를 신설과 동시에 법문학부와 이농학부를 설치하고 관련 세부 학과를 신설하였다. 서귀포시에 새 캠퍼스를 마련해 1964년 이농학부를 이전하여 캠퍼스가 법문학부 중심의 용담캠퍼스와 이농학부 중심의 서귀포캠퍼스로 분리되었다. 1968년 병설교육과를 별도의 2년제 대학인 제주교육대학으로 다시 분리하였으며, 1971년에는 수산학부를 신설하여 수산업에 관련된 이농학부의 학과를 수산학부로 이전하였다. 대학원 석사과정과 교육대학원은 1979년에 설치되었으며, 1980년 용담과 서귀포로 분리돼 있던 캠퍼스를 지금의 제주시 제주대학로로 통합해, 본격적으로 이전하였다. 캠퍼스 이전과 함께 학부도 법문학부, 교육학부, 농학부, 수산학부, 지역개발학부 등으로 개편하였다.
1973년 원예학과(現 원예환경 전공), 어로학과(現 해양의생명과학부 해양생명과학 전공), 1984년 증식학과(現 해양의생명과학부 해양생명과학 전공), 1996년 농업대학(現 생명자원과학대학)이 각각 특성화 학과 및 특성화 대학으로 선정되었다.
1982년 종합대학으로 승격되어 기존 학부를 인문대학, 사범대학, 농과대학, 해양과학대학 등의 단과대학으로 개편하고 대학원 박사과정을 개설하였다. 초대 총장은 현평효가 취임하였으며, 이후 1990년부터 2000년대 초까지 의과대학, 수의과대학, 단과대학, 경영대학원, 행정대학원, 의학전문대학원 등 여러 대학원 과정이 개설되었다. 2008년에는 국립대를 통·폐합하고 정원을 줄이려는 정부의 정책에 따라 제주교육대학의 후신인 제주교육대학교가 다시 통합되어 교육대학으로 개편되었으며, 제주특별자치도 제주시 일주동로 61 (화북동)에 위치한 옛 제주교육대학교의 캠퍼스는 사라캠퍼스란 명칭으로 교육대학의 캠퍼스가 되었다. 또한, 법학전문대학원 설치를 인가 받아 2009년 법학전문대학원을 개원하였다.
2010년 민단계열 재일동포 사업가가 8억원을 기부하였다.

## 개설 학과
학부 과정
현재 12개의 단과대학이 있다.

## 소재지
- 제주대학교(아라캠퍼스) : 제주특별자치도 제주시 제주대학로 102 (아라동)
- 제주대학교(사라캠퍼스) : 제주특별자치도 제주시 일주동로 61 (화북동)

## 같이 보기
- 제주대학교병원